# Вуберн (Масачусетс)
Вуберн (енгл. Woburn) град је у америчкој савезној држави Масачусетс. По попису становништва из 2010. у њему је живело 38.120 становника.

## Демографија
Према попису становништва из 2010. у граду је живело 38.120 становника, што је 862 (2,3%) становника више него 2000. године.
| Група             | 2000.          | 2010.          |
| Белци             | 33.176 (89,0%) | 31.130 (81,7%) |
| Афроамериканци    | 697 (1,9%)     | 1.592 (4,2%)   |
| Азијати           | 1.806 (4,8%)   | 2.775 (7,3%)   |
| Хиспаноамериканци | 1.152 (3,1%)   | 1.724 (4,5%)   |
| Укупно            | 37.258         | 38.120         |